# Владимир Каминер
Владимир Каминер (на немски: Wladimir Kaminer; на руски: Владимир Викторович Каминер) е германски писател и колумнист от руски произход, автор на разкази и книги за деца.

## Биография
Владимир Каминер е роден на 19 юли 1967 г. в Москва, СССР. Майка му е учителка, а баща му – заместник директор на предприятие в съветския вътрешен флот. Семейството е от руско-еврейски произход. От 1986 до 1988 г. Владимир отбива военната си служба в ракетни войски край Москва.
Преминава обучение като звукорежисьор за театъра и радиото и следва драматургия в Московския театрален институт. По време на следването се издържа от случайна работа и организирането на партита и ъндърграунд-концерти сред московската роксцена.
През юни 1990 г. Каминер получава хуманитарно убежище в Германската демократична република. Още преди присъединяването на ГДР към Федерална република Германия става гражданин на ГДР и след това автоматично – гражданин на ФРГ.
В течение на много години Каминер е член на организацията Reformbühne Heim & Welt и всяка седмица чете свои нови разкази в кафе Бургер. Редовно публикува текстове в различни немски вестници и списания и води седмичното предаване Светът на Владимир по „Радио Свободен Берлин“.
От март 2014 г. поддържа всеки месец своя коментарна рубрика Киното на Каминер във филмовото списание epd Film.
Владимир Каминер живее в Берлин с двете си деца и своята родена също в Русия съпруга Олга, с която се е запознал през 1995 г. в немската столица.

## Награди и отличия
- 2002: Ben-Witter-Preis
- 2010: Bilderbuch des Monats April 2010 für „Das Leben ist kein Joghurt“ (Deutsche Akademie für Kinder- und Jugendliteratur)
- 2012: Berliner Bär (B.Z.-Kulturpreis)